# Samuel Negrete
Samuel Negrete Woolcock (Santiago, 18 de diciembre de 1892 - Santiago, 20 de junio de 1981) fue compositor y profesor de música.

## Biografía
Estudió piano, armonía y composición en el Conservatorio Nacional de Música.
Fue profesor de Armonía y de composición en el conservatorio Nacional de música y posteriormente nombrado Director del Conservatorio Nacional de Música entre 1943 y 1947.
Miembro de la Sociedad Bach.
Miembro del consejo del Instituto de Extensión Musical.
Formó parte, además, del núcleo fundador de la Asociación Nacional de Compositores (ANC).
Miembro de la Facultad de Bellas Artes.

## Obra
Su obra musical se basa en obras sinfónicas, obras para conjunto de Cámara, obras para Piano y de composiciones para Coro-Canto, con acompañamiento de Piano como ''Paisajes", "Pórtico" y "Sendero", entre otras.

## Familia y descendencia
Contrajo matrimonio con Sofia Hundt Deutelmoser, tuvo dos hijos, Silvia Negrete Hundt y Sergio Negrete Hundt.